# Inglis Island
Inglis Island è la maggiore isola del gruppo delle The English Company's Islands. È situata nel mare degli Arafura, all'estremità nord-est della Terra di Arnhem nel Territorio del Nord, in Australia. L'isola fa parte della contea di East Arnhem.

## Geografia
Inglis Island si trova a nord-est della baia di Buckingham, a nord della baia di Arnhem e a sud delle Wessel Islands. La superficie dell'isola è di 83,5 km², l'altezza di 70 m. L'isola è separata dal continente dal Nalwarung Strait, largo 2,5 km nel punto più stretto. Accostato alla sua estremità nord-orientale si trova l'isolotto di Bosanquet (11°57′33″S 136°19′45″E). A sud di Inglis Island, all'ingresso della baia di Arnhem, si trova Mallison Island (12°11′06″S 136°07′48″E).

## Storia
L'isola è stata così nominata nel febbraio del 1803 da Matthew Flinders che mappava la zona sul HMS Investigator. Egli nominò molte isole del gruppo prendendo i nomi di personaggi dell'East India Directory.